# 헬리코필룸 토르쿠아툼
헬리코필룸 토르쿠아툼(Helicophyllum torquatum)은 톳이끼목에 속하는 이끼의 일종이다. 헬리코필룸과(Helicophyllaceae)와 헬리코필룸속(Helicophyllum)의 유일종이다. 선주름이끼목(Orthotrichales)으로 분류하기도 한다.